# Мусабейли (Физулинский район)
Мусабейли (азерб. Musabəyli) — село в Пирахмедлинской административно-территориальной единице Физулинского района Азербайджана, расположенное на равнине, в 14 км к югу от города Физули.

## Топонимика
Согласно местному преданию, село получило своё название в честь своего основателя Муса-бека.

## История
В годы Российской империи село Мусабеклу входило в состав Джебраильского уезда Елизаветпольской губернии. По данным «Свода статистических данных о населении Закавказского края, извлеченных из посемейных списков 1886 года» в селе Мусабеклу Каракеллинского сельского округа Джебраильского уезда Елизаветпольской губернии было 12 дымов и проживало 73 азербайджанца (указаны как «татары»), 57 из которых были шиитами по вероисповеданию, остальные — суннитами. Все были крестьянами.
В советские годы село было расположено в составе Физулинского района Азербайджанской ССР. В результате Первой карабахской войны в августе 1993 года перешло под контроль непризнанной Нагорно-Карабахской Республики.
17 октября 2020 года в ходе Второй карабахской войны в видеообращении к нации президент Азербайджана Ильхам Алиев объявил, что азербайджанская армия освободила город Физули, а также сёла Кочахмедли, Чиман, Джуварлы, Пирахмедли, Мусабейли, Ишыглы и Дедели Физулинского района.